# Ковирьов Анатолій Іванович

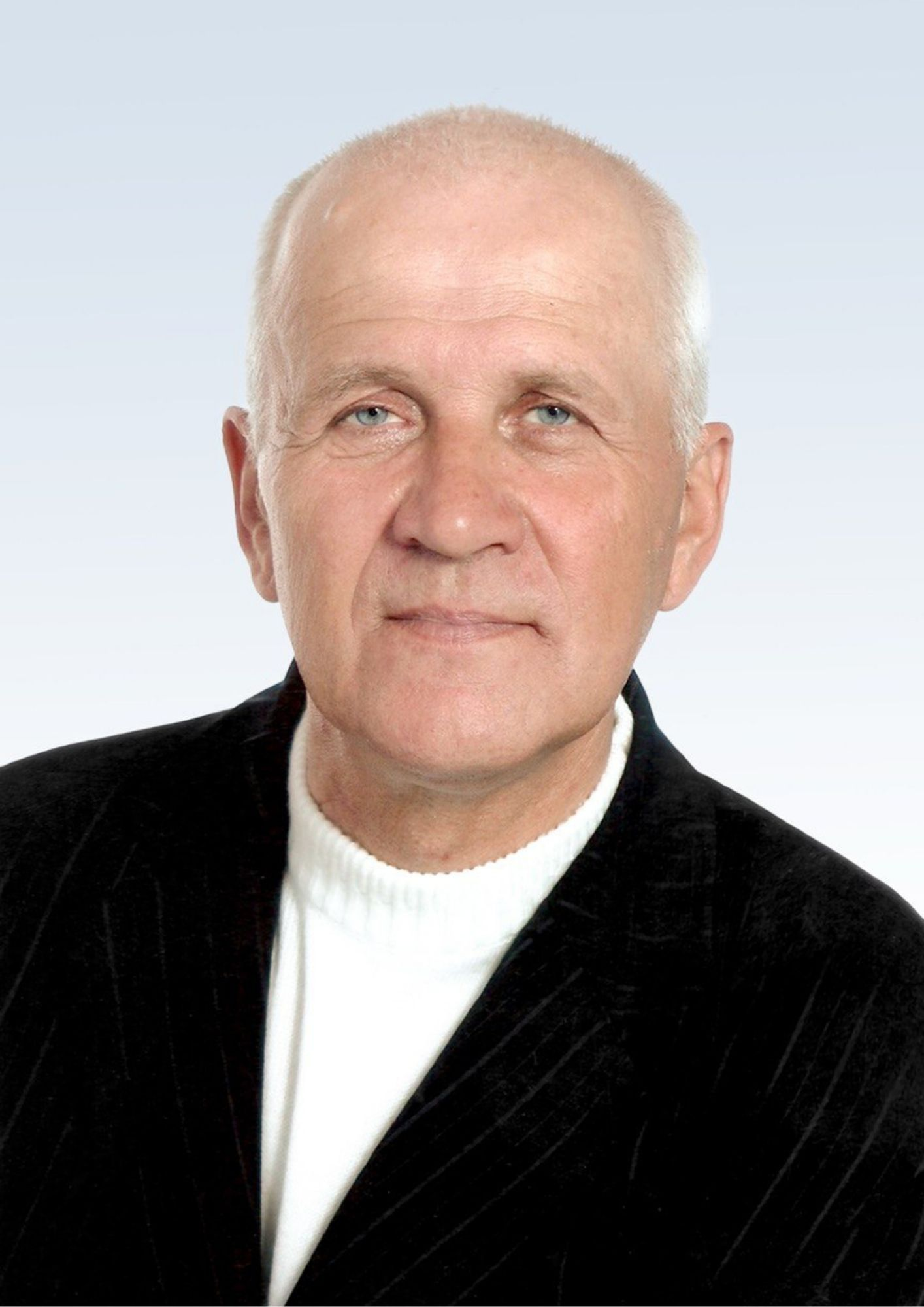
Ковирьов А.І., краєзнавець, письменник.

Ковирьов Анатолій Іванович (нар. 19 липня 1948 року) у м.Новогеоргіївськ (тепер Світловодськ), Кіровоградська область, УРСРКраєзнавець Новоукраїнщини. Історик. Мемуарист. Автор роддиних літописів.Директор шкіл сіл Новоандріївка, Кропивницьке, Новомиколаївка, Рівне. Публіцист. Педагог.

## Біографія
Ковирьов Анатолій Іванович народився 19 липня 1948 року у м.Новогеоргіївськ (тепер Світловодськ), Кіровоградської області.
Давній козацький край (колишній Крилов) на все життя сформував нахили та уподобання, особливу життєву філософію.
У 1966 році, після закінчення  Світловодської  СШ №5 і невдалої спроби вступу на історичний факультет Полтавського педагогічного інституту (не пройшов по конкурсу), розпочалися життєві університети. Працював бетонярем, токарем, служив у Радянській Армії.
У 1970 році поступив на філологічний факультет Кіровоградського педінституту, який закінчив у 1974 році.
У 1975 році поступив на історичний факультет Полтавського педагогічного інституту, який закінчив у 1979 році.
Все життя був творчому пошуку.
У 1980 році почав навчатися в спірантурі при Дніпропетровському  держуніверситеті.
Працював над дослідженням розвитку української сатири перших років радянської влади (1917-1927р.) Результатом цієї роботи стало видання у 1981 році методичного посібника для студентів по спецкурсу “Українська сатира перших років радянської влади” (у співавторстві з проф.Білецьким Ф.М.).Крім цього в окремих збірниках вийшли статті про творчість Остапа Вишні, Костя Котка(дві), стаття“ Методика вивчення байки у 4 класі” (ж.”Рідна школа”,1981р.) та ін.
Деякі дослідження не були опубліковані, зокрема“Українська народна педагогіка”, написана у1976 році за кілька років до появи цієї  тематики в українській  радянській педагогіці.
Займався публіцистикою. Перші ази професійної майстерності здобув у молодіжній газеті“Молодий комунар”, позаштатним кореспондентом якої був протягом кількох років.
Основна тематика-військово-патріотична.
У результаті цієї праці вийшла книга “ОбличчяІ маски” (Дві правди про партизанське з”єднання С.А.Ковпака).
З 1978 року працює  директором школи, з них з1985-по 2005 -директором Кропивницької середньої школи Новоукраїнського району.
У 1978 році, очолив школу села Новоандріївка, та  приніс нові віяння у колектив.. За основу в своїй роботі він взяв естетичне виховання. Придбано піаніно, нові естрадні інструменти. У школі працювали два вчителі музики – Наумов М.Б. і Прокопенко О.І. Організовувалися туристичні поїздки в різні куточки України та Радянського Союзу.
1989,1990, 1991  роки -  у повній мірі вдалося теоретично і практично реалізувати свої погляди на трудове навчання та виховання школярів в умовах сільської школи.
У 1992-2003 роках Кропивницька середня школа Новоукраїнського району займала перше місце у Кіровоградській області, по трудовому навчанню Державного шкільного підприємства  ім.А.Макаренка.
Ідеї, над якими працював практично, знайшли широкий відгук в наукових колах.
У 1991 році ідеї  по трудовому навчанню Державного шкільного підприємства  ім.А.Макаренка, були викладені у виступі на міжнародній Установчій конференції по створенню Асоціації А.С.Макаренка у м.Полтаві.
У 1994 і 1995 роках брав участь у міжнародних семінарах з питань макаренкознавства у Києві.
За цей період видано кілька наукових статей з данної проблематики.
Зокрема, “Досвід створення господарської трудової основи виховання у колективі сільської школи"(опубліковано у міжнародному збірнику “А.С.Макаренко сьогодні”, Нижній Новгород, 1992р,
“Використання творчої спадщини А.Макаренка з питань соціального виховання у сучасних умовах” (там же, 1993р.) “Трудова спрямованість старшокласників” (ж.”Рідна школа” №12,1995),“Хліборобська Академія-одна із форм сучасного вирішення проблем трудового навчання та виховання у сільській школі” (Альманах “Витоки”Міжнародної Асоціїації А.Макаренка, Полтава,2003р.)
У 2003 році за розробку проблеми трудового навчання та виховання школярів, був обраний науковим кореспондентом Академії педагогічних наук.
Постійно цікавився краєзнавчою роботою.
На цю тематику написано і видано ряд брошур та книг, зокрема “Давнє заселення краю”,”Буревій”, “Кропивницька школа-125 років”, «Глодоси-роки боротьби» про повстанський рух у с.Глодоси та прилеглих селах:  Новомиколаївці, Козаковій Балці, Вербівці, Петрівці у період з 1904 по 1938 рік..,» Нарис з історії Новоукраїнського краю від найдавніших часів», «Квіти для вчителя» у 2-х частинах про історію розвитку освіти Новоукраїнського району від найдавніших часів.
Крім згаданих автором написано і видано книги на іншу тематику, зокрема), «Козацький батько» (життя та творчість письменника Юрія Дмитренка-Думича), «Терра козакіум» (Сучасна козакологія за Ю.Дмитренком), «Словник козацької мови», «Фотій Мелешко, революціонер, повстанський отаман, письменник», «Рідний край»-історія сіл Новомиколаївської сільської ради, «Рідні обличчя» (сімейна хроніка), «Хмелівський край у боротьбі за незалежність України», «Новоукраїнка: правда про голод 1932-1933 років мовою документів епохи та у свіченнях очевидців», «Визволителі» ( до 65 річчя визволення Новоукраїнки від німецько-фашистських загарбників), «Навіки серед живих» (До 20-річчя виведення радянських військ з Афганістану),»Верби над ставом» (Історія села Кропивницьке), «Село над Чорним Ташликом» (Історія села Рівне», «Степи ковилові» (Історія Новоукраїнського району, т.1). «З Афганом у серці» (Новоукраїнська районна організація воїнів-афганців), «Вітер з Півночі» (Громадянська війна  на території Новоукраїнського району), «Війна» (Новоукраїнка 1941-1945), «Незабутні» (Воїни Радянської Армії, що загинули при визволенні Новоукраїнського району), «Повернуті імена» (репресовані жителі Новоукраїнського району), «Спортивні зірки Новоукраїнщини), «Василь Недайкаша-глодоський мислитель і філософ, сотник армії УНР, повстанський отаман, державний діяч в еміграції), «Факел через віки»-історія освіти у селі Глодоси, «Школа трудового гарту»-історія Комишуватської ЗШ, «Школа творчого натхнення»-історія Рівнянської ЗШ №2», "З любов'ю до рідної землі", «Село українського духу»-історія села Глодоси у двох томах, «Дворяни та землевласники Новоукраїнщини», «Наш рідний край Іванівська зкмля»-історія села Іванівка, «Земля батьків»-історія села Помічна, «Степи пам»ятають»-археологічні знахідки на території сіл Новомиколаївської сільської ради, «Залишився навіки в рідному селі»-путівник музею письменника Івана Микитенка, «Пам»ять невмируща»-путівник музею історії Рівнянської ЗШ №2, «200 років освіті Новоукарїнщини», «Літературна Новоукраїнщина», «Стежками мого дитинства»-історія міста Новогеоргіївська та інші. Історичне дослідження «Нестор Махно в Новоукраїнці та на околицях.»
Книга написана з почуття поваги до Нестора Махна, як людина, що особистим прикладом прагнула втілити власні революційні ідеї в реалії. Ці ідеї не передбачали боротьби за самостійність України, але разом з тим вони не визнавали і більшовицьку ідеологію, яка базувалася на насильстві і знищенні всіх тих, хто цю ідеологію не підтримував. Махно хотів побудувати свій, народний, соціалізм і досянув у цьому певних результатів. Інша справа, що створити свою власну республіку, Махновію, в оточенні більшовицької територію було справою утопічною.
  Цікавим історичним дослідженням стала робота над книгою «Шталаг-305 Адабаш», матеріали для якої автор збирав впродовж кількох років.
Спочатку задум був написати художній твір, але  сила архівних документів та спогадів виявилася настільки переконливою, що художнє слово було не в силах сказати краще і переконливіше.
Книга «Дворянська родина Адабашів»- дослідження, що стосується не лише обширної дворянської родини, але і краєзнавче вивчення історії Новоукраїнщини та прилеглих територій.  Сучасний представник родини Адабашів Віктор Полока є гідним представником кращих рис дворянства минулої доби-гідності, прагненням до вичення історії свого роду, патріотизму.
Всього автором написано і видано більше 70 книг.
У 2009 році з ініціативи директора школи Ковирьова А.І., при фінансовій підтримці директора ТОВ «Лан» Олега Миколайовича Макодзеби було створено краєзнавчий музей.
У 2013 році 27 червня, обласна універсальна наукова бібліотека імені Чижевського запрошує у Відділ краєзнавства, на засідання Краєзнавчих студій: “Оживають сторінки історії”. Запрошений на студії - Анатолій Іванович Ковирьов -історик, письменник, краєзнавець, автор книг та досліджень з історії Новоукраїнського району - директор Новомиколаївської загальноосвітньої школи, вчитель історії, письменник, краєзнавець, у творчому доробку якого понад 60 досліджень з історії Новоукраїнського району: “Нарис з історії Новоукраїнського краю в особах та документах”, “Квіти для вчителя”, “Козацький батько”, “Новоукраїнка: правда про голод 1932-1933 років мовою документів епохи та свідчень очевидців”, “Визволителі”, “З Афганом у серці”, “З когорти добротворців”, “Верби над ставом”, “Війна”, “Спортивні зірки Новоукраїнщини»: Спортивна хроніка”, Його книга  “Фотій Мелешко – Глодоський революціонер, повстанський отаман, письменник” в цьому році була висунута відділом культури і туризму Новоукраїнської районної державної адміністрації на здобуття обласної краєзнавчої премії ім. В.Ястребова. На зустріч запрошені краєзнавці,  співробітники музеїв, читачі бібліотеки, бібліотекарі та всі бажаючі.
У 2024 році, вийшла публікація анотації  із книги "Незабутні" у Науково-краєзнавчому віснику "Між Бугом і Дніпром" - КІРОВОГРАДСЬКОЇ ОБЛАСНОЇ ОРГАНІЗАЦІЇ
НАЦІОНАЛЬНОЇ СПІЛКИ КРАЄЗНАВЦІВ УКРАЇНИ
2020 - 2024 - писав книги на тему краєзнавства Новоукраїнщини.
У 2024 році вийшла публікація у виданні "Історія & Археологія"
У 2025 р.почав видавати серію книг "Єлисаветградщина в особах".
Фонд краєзнавчих видань міської центральної бібліотеки поповнився шістьма виданнями, які передав у подарунок бібліотеці місцевий краєзнавець Анатолій Ковирьов. Серед них дві книги автора серії "Кіровоградщина в особах":  "Краєзнавці Новоукраїнщини", "Самійло Мартинович Дудін", перше видання публікацій про С.И. Дудіна в Кіровоградській області.
Інші чотири - видання в 3-х томах "Фотій Мелешко Історичні мемуари" та видання "Фотій Мелешко Три покоління", які упорядкував і видав А.Ковирьов. Це перші зібрання вибраних творів Фотія Мелешка виданих в Україні
Видання "Краєзнавці Новоукраїнщини" містить інформацію про краєзнавців – музейників Л.Петрушевського, В. Завалішина, М.Гаращенка, А. Ковирьова, П. Кифорця, В.Компанійця, В. Чухрія, а також краєзнавців – літераторів Ф. Мелешка, В. Недайкашу, П. Страшнову, Т. Масенка, Г. Карєва, А.Ковирьова.
Видання "Самійло Мартинович Дудін" присвячене постаті мандрівника, етнографа, художника, вихідця із села Рівне Новоукраїнського району Самійла Дудіна. Більшу частину свого наукового життя він присвятив дослідженню архітектурних та етнографічних пам'яток народів Середньої Азії, які до цього часу є актуальними.
Книги  знаходяться у читальній залі у вільному для користувачів доступі.
Бібліотека має більше ніж 80 примірників подарованих автором книг, завдяки яким наші користувачі пізнають історію рідного краю.
У 2025 році,  26 березня помер.
1. 1 2  Історія нашої школи. Філія Рівнянської ЗШ І-ІІІ ст. № 2 «Кропивницька ЗШ». Процитовано 12 травня 2025.
2. ↑  terenstep.narod.ru https://terenstep.narod.ru/osvita_istorija.htm. Процитовано 12 травня 2025. {{cite web}}: Пропущений або порожній |title= (довідка)
3. ↑  Тернистий шлях до Незалежності. Реабілітовані історією. dakiro.kr-admin.gov.ua. Процитовано 12 травня 2025.
4. ↑  З ЛЮБОВЮ ДО РІДНОЇ ЗЕМЛІ. calameo.com (англ.). Процитовано 12 травня 2025.
5. ↑  Подаровані видання за січень-лютий 2016 року – ОУНБ Д.І. Чижевського (укр.). Процитовано 12 травня 2025.
6. ↑  Новомиколаївський краєзнавчий музей. І не тільки. www.golos.com.ua (укр.). 25 жовтня 2019. Процитовано 12 травня 2025.
7. ↑  Засідання «Краєзнавчих студій».
8. ↑  Кіровоградська обласна краєзнавча премія імені Володимира Ястребова.
9. ↑  Державний архів Кіровоградської області. dakiro.kr-admin.gov.ua. Процитовано 12 травня 2025.
10. ↑  Karpenko-Kary Museum. www.karpenkokarymuseum.kr.ua. Процитовано 12 травня 2025.
11. ↑  Репозитарій eCUSUIR ::Головна. dspace.cusu.edu.ua. Процитовано 12 травня 2025.
12. 1 2 3 4  Новоукраїнська центральна бібліотека.
13. ↑  Ковирьов Анатолій Іванович (9.05.2025). Історія Новоукраїнщини (Українська) . Анатолій Ковирьов. {{cite web}}: |archive-url= вимагає |archive-date= (довідка)
14. ↑  Історія Новоукраїнщини.